# Onisimus plautus
Onisimus plautus är en kräftdjursart som först beskrevs av Henrik Nikolai Krøyer 1845. Enligt Catalogue of Life ingår Onisimus plautus i släktet Onisimus och familjen Uristidae, men enligt Dyntaxa är tillhörigheten istället släktet Onisimus och familjen Lysianassidae. Arten är reproducerande i Sverige. Inga underarter finns listade i Catalogue of Life.